# A Kajmán-szigetek az 1996. évi nyári olimpiai játékokon
A Kajmán-szigetek az egyesült államokbeli Atlantában megrendezett 1996. évi nyári olimpiai játékok egyik részt vevő nemzete volt. Az országot az olimpián 3 sportágban 9 sportoló képviselte, akik érmet nem szereztek.

## Atlétika
Férfi
| Versenyző           | Versenyszám | Előfutam | Előfutam | Előfutam | Negyeddöntő | Negyeddöntő | Negyeddöntő | Elődöntő | Elődöntő | Elődöntő | Döntő   | Döntő    |
| Versenyző           | Versenyszám | Idő      | Hely.    | Össz.    | Idő         | Hely.       | Össz.       | Idő      | Hely.    | Össz.    | Idő     | Helyezés |
| ------------------- | ----------- | -------- | -------- | -------- | ----------- | ----------- | ----------- | -------- | -------- | -------- | ------- | -------- |
| Cydonie Mothersille | 100 m       | 11,61    | 6.       | 34.*     | kiesett     | kiesett     | kiesett     | kiesett  | kiesett  | kiesett  | kiesett | kiesett  |

* - egy másik versenyzővel azonos eredményt ért el

## Kerékpározás

### Országúti kerékpározás
Férfi
| Versenyző     | Versenyszám   | Idő           | Helyezés      |
| ------------- | ------------- | ------------- | ------------- |
| Stefan Baraud | Mezőnyverseny | nem ért célba | nem ért célba |

## Vitorlázás
Férfi
| Versenyző     | Versenyszám     | Futam | Futam | Futam | Futam | Futam | Futam | Futam | Futam    | Futam | Futam | Pontszám | Helyezés |
| Versenyző     | Versenyszám     | 1     | 2     | 3     | 4     | 5     | 6     | 7     | 8        | 9     | 10    | Pontszám | Helyezés |
| ------------- | --------------- | ----- | ----- | ----- | ----- | ----- | ----- | ----- | -------- | ----- | ----- | -------- | -------- |
| David Grogono | Szörfvitorlázás | (42)  | (43)  | 42    | 34    | 39    | 37    | 34    | 40       | 38    |       | 264,0    | 43.      |
| Mark Clark    | Finn dingi      | (28)  | 27    | 28    | 26    | 25    | 18    | 28    | (32 PMS) | 23    | 27    | 202,0    | 29.      |

Nyílt
| Versenyző                   | Versenyszám | Futam | Futam | Futam | Futam | Futam | Futam | Futam | Futam | Futam | Futam | Futam | Pontszám | Helyezés |
| Versenyző                   | Versenyszám | 1     | 2     | 3     | 4     | 5     | 6     | 7     | 8     | 9     | 10    | 11    | Pontszám | Helyezés |
| --------------------------- | ----------- | ----- | ----- | ----- | ----- | ----- | ----- | ----- | ----- | ----- | ----- | ----- | -------- | -------- |
| John van Batenburg Stafford | Laser       | 37    | 29    | 44    | 27    | 34    | 38    | 41    | 36    | (52)  | (45)  | 32    | 318,0    | 39.      |
| Donald McLean Carson Ebanks | Csillaghajó | 24    | 22    | 24    | 23    | 24    | 23    | (26)  | 24    | 24    | 23    |       | 187,0    | 25.      |
| Alun Davies Michael Joseph  | Tornádó     | 24    | 22    | 24    | 23    | 24    | 23    | (26)  | 24    | 24    | 23    | (31)  | 203,0    | 19.      |